# Hochtennspitze
Die Hochtennspitze ist ein 2549 m hoher Berg in den Stubaier Alpen im österreichischen Bundesland Tirol.

## Lage und Umgebung
Die Hochtennspitze liegt in den Kalkkögeln im Stubaital, südwestlich von Innsbruck. Nachbargipfel ist im Südwesten die Steingrubenwand mit den Schlicker Zinnen (2578 m) und im Osten die Malgrubenspitze (2571 m).

## Aufstieg
Für die Besteigung des Berges gibt es zwei Möglichkeiten. Der Aufstieg aus südöstlicher Richtung führt von der Südflanken der Malgrubenspitze hinauf zum Gipfel. Der zweite Weg zieht vom Hoadlsattel aus nordwestlicher Richtung steil an und erreicht über eine kleine Scharte in wenigen Minuten das Gipfelkreuz. Im Winter ist der Berg oberhalb der Schlick ein beliebtes Ziel für Tourengänger.